# Berndorf (Austria)
Berndorf è un comune austriaco di 9 052 abitanti nel distretto di Baden, in Bassa Austria; ha lo status di città (Stadtgemeinde). Il 26 aprile 1924 ha inglobato i comuni soppressi di Sankt Veit an der Triesting e Ödlitz e la località di Veitsau, già parte del comune di Grillenberg.